# AkzoNobel
Akzo Nobel N.V. або AkzoNobel (АкзоНобель) — нідерландська транснаціональна корпорація, яка виробляє фарби, фармацевтичну та хімічну продукції як для промисловості, так і для споживачів у всьому світі. Її штаб-квартира знаходиться в Амстердамі, Нідерланди, компанія працює в більш ніж 150 країнах світу.

## Історія
AkzoNobel має довгу історію злиттів та продажів. Частини нинішньої компанії можна віднести до компаній 17 століття. Важливими злиттями та продажами є утворення AKZO в 1969 році, злиття з Nobel Industries у 1994 році, утворення Akzo Nobel, а також продаж її фармацевтичного бізнесу та злиття з ICI у 2007/2008 роках, що призвело до поточного дня AkzoNobel.

### Історія та становлення Akzo
Akzo було утворено в 1969 році внаслідок злиття Algemene Kunstzijde Unie (AKU) та Koninklijke Zout Organon (KZO).
AKU була утворена в 1929 році, коли Vereinigte Glanzstoff Fabrike (приблизно 1899 рік) та Nederlandse Kunstzijdefabriek (ENKA, приблизно 1911 рік) об'єдналися, утворивши Algemene Kunstzijde Unie (AKU). Останні стикалися, серед іншого, з технічними проблемами у виробництві синтетичних волокон. Її засновник Жак Коенраад Хартогс звернувся до голландського промисловця Ренто Хофстеде Крулла за рішенням, відповідь на яке дав Хофстеде Крулл. Вони створили спільне підприємство, NV I.S.E.M., успіхи та прибуток якого заклали основу для подальших поглинань та злиттів ENKA, і яке зруштою було поглинене AKU в 1938 році.
Інша частина злиття, KZO, була утворена, коли Koninklijke Zout Ketjen об'єднався з Koninklijke Zwanenberg Organon у 1967 році. Перший сам по собі був об'єднанням Koninklijke Nederlandse Zoutindustrie (KNZ) і Ketjen. KNZ була утворена в 1918 році Ko Vis як солевиробнича компанія; бізнес, який донині відіграє важливу роль у діяльності AkzoNobel. Інша частина, Koninklijke Zwanenberg Organon, була сформована, коли фабрика Zwanenberg Fabrieken з експорту м'яса, що базується в Оссі (приблизно 1887 рік), об'єдналася з Organon, фармацевтичною компанією, заснованою Саалом ван Цваненбергом, також в Оссі.
Після злиття AKU та KZO Akzo здійснила низку інших важливих придбань; Armor and Company в 1970 р., Levis Paints у 1985 р., спеціальний підрозділ хімічних речовин Stauffer в 1987 р., а в 1992 р. — компанія, що займається машинобудуванням поліамідів та поліефірних пластиків, DSM. У 1993 р. Akzo створила спільне підприємство з Harrisons Chemicals (UK) Ltd дочірня компанія Harrisons & Crosfield.

### Історія та становлення Нобеля
У 1646 році в Карлскозі було створено шведський виробник зброї Bofors. У 1893 році компанія стала мажоритарною власністю шведського хіміка Альфреда Нобеля. У 1984 році Бофорс придбав KemaNobel, яка була створена в 1841 році, а потім існувала в результаті злиттів і поглинань в 1970 році: хімічний бізнес Liljeholmens Stearinfabriks (створений 1841), Barnängen Tekniska Fabrik AB (1868) і Casco (1928).
Наприкінці 70-х — на початку 80-х років компанія продовжувала здійснювати ряд придбань. У 1978 р. KemaNord придбала шведську хімічну групу вибухових речовин Nitro Nobel та Liljeholmens Stearinfabrik; у 1981 році вона придбала у AGA шведську групу електроніки Pharos, а через рік групу фарб Nordsjö. У 1983 році група об'єднала групи харчових систем KenoGard та Kema Nobel, щоб сформувати Probel, пізніше названий Nobel Biotech. У 1984 році Бофорс придбав мажоритарний пакет акцій KemaNobel, обидві компанії мають історичні зв'язки з Альфредом Нобелем, шведським винахідником 19 століття, винахід динаміту якого забезпечив безпечний спосіб управління детонацією нітрогліцерину. До 1985 року Бофорс інтегрував всю групу KemaNobel в себе і змінив свою назву на Nobel Industries.
У 1986 році група продала свою вибухонебезпечну діяльність "Нітро Нобель", придбавши групу паперу та целюлози Eka AB. У 1988 році компанія придбала Berol Kemi у Procordia.
У 1986 році компанія придбала Elektrokemiska Aktiebolaget (Eka), ще одну компанію, засновану Альфредом Нобелем в 1895 році. Eka придбала шведську лісову компанію Iggesunds Bruk AB в 1951 році. Наприкінці 80-х ряд дочірніх компаній здійснив різні придбання; Каско Нобель придбав: Sadolin & Holmblad в 1987 р., Клеї Parteks і суміші для сумішей у 1988 р. Та англійську групу фарб Crown Berger у 1990 р. У 1990 р. Pharos придбав американську групу електроніки Spectra-Physics. До середини 90-х років компанія почала позбавлятися непрофільних підприємств, впорядковуючи себе: KVK Agro Chemicals було продано Сандосу в 1991 році Нобелівським споживчим товарам (до складу якого входили: Barnängen Tekniska Fabrik, Liljeholms, Sterisol і Vademecum, в основному) німецькій групі "Хенкель", а NobelTech (консолідована електронна ділова діяльність групи) — "Цельсій Індастріз".

### Формування AkzoNobel
У 1994 році Akzo та Nobel Industries домовились про об'єднання, утворивши Akzo Nobel, з новим об'єднаним суб'єктом господарювання, що має 20 суб'єктів господарювання, було здійснено ряд інвестицій: Nobel Chemicals, Nobel Biotech та Spectra-Physics. У 1995 р. Виробництво ПЕТ-смол було продано компанії Wellman, Inc. У 1998 році компанія придбала промислові покриття та виробництво синтетичних волокон Courtaulds, пізніше продавши промислові покриття Courtaulds та Daejen Fine Chemicals. Courtaulds був об'єднаний з Akzo Nobel Fibers, утворюючи Acordis, який у грудні 1999 року був проданий CVC Capital Partners. У 1999 році компанія придбала фармацевтичний бізнес Kanebo, італійського виробника фармацевтичних препаратів, Farmaceutici Gellini, Nuova ICC та Hoechst Roussel Vet.
На початку 2000-х компанія розпочала чергову хвилю поглинань, спочатку в 2000 році, коли вона стала власником акцій компанії Rovin's VCM і ПВХ компанії Shin-Etsu Chemical. У 2001 р. Передає бізнес з оптичних мономерів АЦП компанії Great Lakes Chemical, у 2002 р. - друкарським фарбам, у 2004 р. - каталізатором Albemarle Corp., у 2005 р. - чорнильними та клейкими смолами Hexion та UV / EB смолами - Cray Valley, у 2007 р. Akcros Chemicals для GIL Investments. У 2006 році група придбала канадську компанію з декоративно-промислових покриттів SICO Inc., а через рік - канадську компанію з промислових покриттів Chemcraft International, Inc.
У 2007 році Organon International було продано компанії Schering-Plough за 11 мільярдів євро, і AkzoNobel вилучила свої акції з американського фондового ринку NASDAQ. У 2008 році Crown Paints було продано в якості управлінського викупу.
У грудні 2012 року AkzoNobel погоджується продати свій бізнес на північноамериканських архітектурних покриттях PPG Industries за 1,1 млрд доларів

### Придбання Imperial Chemical Industries plc
У 2008 році AkzoNobel придбала британську компанію Imperial Chemical Industries (ICI) за 15,8 млрд доларів.
ICI може простежити свою історію від чотирьох британських хімічних компаній; British Dyestuffs Corporation, Brunner, Mond & Company, Nobel Explosives та United Alkali Company, які об’єднались в 1926 р., утворивши ICI. Через рік в новоприєднаному підприємстві було зайнято понад 33 000 співробітників у п’яти основних галузях виробництва: лужні вибухові речовини, вибухові речовини, метали, хімікати загального призначення та барвники. У 1933 році компанія «відкрила» поліетилен, який згодом запатентували і продавали як ізоляційний матеріал. У 1986 році основна увага приділяється фарбі та спеціальним виробам, придбавши хімічний відділ Беатріче та фарбу Glidden
У 1993 році ICI розділила свій бізнес з біологічних наук, розділившись на дві публічно зареєстровані компанії: ICI та Zeneca - пізніше Zeneca об'єднається з Astra AB, сформувавши поточну фармацевтичну компанію AstraZeneca.
У 1997 році ICI придбала чотири підприємства у Unilever: National Starch, Quest, Uniqema та Crosfield і почала продавати свою основну сировину, а також спеціальний бізнес, як Crossfield (1998), як Uniqema (2006), Quest (2006).
У квітні 2008 року "Хенкель" придбала у Akzo Noble клейову частину національного крохмалю, а в червні 2010 року "AkzoNobel" передала частину крохмалю National Croch business компанії "Corn Products International".

### Спроба придбання PPG Industries
У березні 2017 р. PPG Industries оголосило прохання про поглинання у розмірі 20,9 млрд. Євро, яке було негайно відхилено керівництвом AkzoNobel. Через кілька днів PPG знову оголосив підвищену ставку в розмірі 24,5 млрд. Євро (26,3 млрд. Дол.), Що було знову відхилено керівництвом AkzoNobel. Ряд акціонерів закликав компанію вивчити пропозицію та подальші переговори. У квітні активіст-інвестор Elliot Investors закликав усунути голову Ентоні Бургманса після відмови Акзо піддатися обговоренню з PPG. Елліот, який має 3,25% акцій компанії, заявив, що він входив до групи інвесторів, які досягли голландського законодавчого порогу в 10% з підтримкою голосуючих акцій, що потрібно для скликання позачергових зборів для голосування щодо пропозиції про усунення Бургмани. 13 квітня Templeton Global Equity заявила, що серед іншої групи інвесторів, яка закликає до проведення позачергових зборів акціонерів AkzoNobel, щоб обговорити продовження повноважень Бургмана на посаді голови. Пізніше, в тому ж місяці Akzo виклав свій план відокремити свій підрозділ хімічних речовин і виплатити акціонерам додаткові дивіденди в розмірі 1,6 млрд. Євро, щоб спробувати затримати PPG. PPG відхилила нову стратегію Akzo, яка стверджувала, що їх пропозиція представляє кращу цінність для акціонерів, яку підтримує активіст Akzo, акціонер Elliot Advisors. 24 квітня, за день до щорічних зборів акціонерів Akzo, PPG збільшила свою остаточну пропозицію приблизно на 8% до 28,8 млрд доларів (26,9 млрд євро, 96,75 євро за акцію) - при тому, що ціна акцій Akzo зросла на 6% до рекордної ціни в 82,95 євро за акцію. Акціонер Akzo, Columbia Threadneedle Investments, закликав компанію відкрити діалог з PPG, тоді як PPG заявила, що угода додасть o заробіток протягом першого року. Кілька днів потому один з найбільших інвесторів пенсійної схеми Великої Британії, схема виплати пенсій за університетами (USS), закликав Akzo співпрацювати з PPG. 2 травня Reuters повідомив, що наглядова рада Azko збирається, щоб обговорити, як поводитися з третьою пропозицією PPG, проте, зберігаючи, що вона не оцінює компанію досить високо.
На початку травня Akzo знову відхилив пропозицію PPG, мотивуючи цю угоду все ще недооціненою компанією, а також потенційно стикається з антимонопольним ризиком та не вирішуючи інших проблем, таких як "культурні відмінності". Відповідно до закону про голландські компанії, PPG тоді повинен був ухвалити рішення або зробити офіційну заявку, або здійснити прохід. На початку червня компанія PPG вирішила відмовитись від потенційної угоди. Як частина захисту Akzo перед акціонерами, багато з яких наполягали на угоді, виконавчий директор Тон Бюхнер погодився розділити Akzo на дві частини та досягти збільшених фінансових цілей. Бюхнер покинув посаду генерального директора в липні 2017 року, посилаючись на причини здоров'я. Його наступником став Тьєррі Ванланкер, колишній керівник хімічного підрозділу компанії.